# Karin Jänicke
Karin Jänicke är en före detta östtysk handbollsspelare. Hon blev världsmästare med Östtysklands damlandslag i handboll 1975.
Karin Jänicke spelade för klubblaget TSC Berlin i Oberliga, den högsta ligan i DDR. Med Berlinklubben vann hon Cupvinnarcupen 1977 och blev östtysk mästare samma säsong 1976/1977. Med det östtyska landslaget deltog hon i VM 1975 i Sovjetunionen och blev världsmästare med laget. Hon spelade bara en match i mästerskapet mot USA.